# Pha lê Lothair
Mặt pha lê Lothair (còn được gọi là Pha lê Lothar hoặc Pha lê Susanna) là một mặt tròn làm bằng thạch anh trắng được chạm khắc, nguồn gốc từ vùng Lotharingia ở tây bắc châu Âu. Mặt pha lê này khắc chạm mô tả những cảnh trong câu chuyện Kinh thánh về Susanna, có niên đại từ năm 855–869. Pha lê Lothair là một hiện vật trong bộ sưu tập của Bảo tàng Anh.

## Mô tả
Nguyên bản của vật phẩm là một mặt pha lê thạch anh tròn trong suốt ("tinh thể đá"), có đường kính 11,5 cm (4,5 inch). Mặt pha lê thạch anh được khắc chạm chìm với tám cảnh mô tả câu chuyện của Susanna và các Trưởng lão, được mô tả trong Sách Đa-ni-en (nhưng được người Kháng Cách/Tin Lành coi là một phần của Ngụy thư).  Cảnh đầu tiên là Susanna bị các trưởng lão buộc tội và lên án vì tội ngoại tình. Daniel can thiệp để chấn vấn các trưởng lão, lật tẩy lời dối trá của họ và kết án tử hình họ bằng cách ném đá. Ở cảnh cuối cùng, Susanna được tuyên bố vô tội. Những cảnh này đi kèm với những dòng chữ ngắn gọn bằng tiếng La tinh được rút ra từ Kinh thánh Vulgate."
Các hình khắc trên mặt pha lê được thực hiện theo phong cách năng động và độc đáo của vùng Rheims thời sơ kỳ trung cổ, bắt nguồn từ những bản phác thảo bằng tay chẳng hạn như trong Thi Thiên Utrecht. Mặt pha lê được bao quanh bởi một giá đỡ bằng đồng mạ vàng thế kỷ 15 với viền trang trí họa tiết lá, từng được cho rằng là của biểu tượng Thánh Eligius (khoảng 588 – 660), vị thánh bảo trợ của thợ kim hoàn.

## Niên đại
Mặt pha lê có khắc dòng chữ LOTHARIVS REX FRANCORVM IVSSIT ("Lothair, Vua của người Frank, đã sai khiến [làm ra vật phẩm này]"). Dòng chữ ấy có vẻ nói đến Lothair II, hay "Lothar" trong tiếng Đức. Lothair đời trước tự phong cho mình là imperator (hoàng đế), trong khi Lothair II chỉ tự gọi mình là rex (vua), giống như vị chủ nhân của viên pha lê được mô tả; do đó có khả năng là nó được tạo ra vào thời Lothair II, có lẽ là vào khoảng giữa thế kỷ thứ 9, làm cho nó trở thành một ví dụ muộn của nghệ thuật thời nhà đế quốc Carolus.

## Lịch sử
Không có thông tin gì về lịch sử của mặt pha lê Lothair trước thế kỷ thứ 10. Vào khoảng thời gian này, bá tước vùng Florennes tên là Eibert, đem cầm tạm cho một giáo sĩ của Rheims để đổi lấy một con ngựa tốt. Sau đó vị bá tước này quay lại đòi chuộc nhưng vị giáo sĩ sau đó phủ nhận việc sở hữu mặt pha lê. Nổi giận vì lời phủ nhận này, bá tước Eibert kéo lính đốt cháy luôn nhà thờ mà ông giáo sĩ này đang trốn khiến ông này phải bỏ chạy ra ngoài và bị bắt lại lục soát, qua đó người ta tìm thấy ông giáo sĩ này đang giữ mặt pha lê Lothair. Sau khi thu lại được mặt pha lê Lothair, ông bá tước Eibert giữ nó một khoảng thời gian. Về sau để chuộc tội đốt nhà thờ, Eibert đã thành lập Tu viện Waulsort (nay thuộc nước Bỉ hiện đại), và quyên tặng mặt pha lê này cho tu viện, nơi nó được lưu trữ cho đến thế kỷ 18. Đôi khi trong suốt thời kỳ này, nó được các tu viện trưởng sử dụng để buộc chặt áo choàng của họ trong thánh lễ.
Năm 1793, lực lượng cách mạng Pháp đã cướp phá tu viện Waulsort và ném mặt pha lê xuống sông Meuse, việc được cho là đã khiến mặt pha lê bị nứt. Vào thế kỷ 19, mặt pha lê Lothair đã bị đánh cắp và bị gỡ hết đồ trang sức trang trí. Sau đó nó xuất hiện trở lại trong tay một nhà buôn người Bỉ, người này tuyên bố rằng mặt pha lê đã được vớt lên từ lòng sông và bán nó cho một nhà sưu tập Pháp với giá 12 franc. Tiếp đến, mặt pha lê Lothair được bán lại cho chính trị gia Đảng Tự do người Anh Ralph Bernal với giá 10 bảng anh. Năm 1855, mặt pha lê Lothair được Augustus Wollaston Franks đại diện cho Bảo tàng Anh mua lại trong một cuộc đấu giá bộ sưu tập của Bernal tại nhà đấu giá Christie's với giá 267 bảng Anh.
Mặt pha lê Lothair là Hiện vật thứ 53 trong chương trình Lịch sử thế giới qua 100 vật thể (A History of the World in 100 Objects) của BBC Radio 4 năm 2010, do Giám đốc Bảo tàng Anh, Neil MacGregor lựa chọn và trình bày.

## Diễn giải ý nghĩa

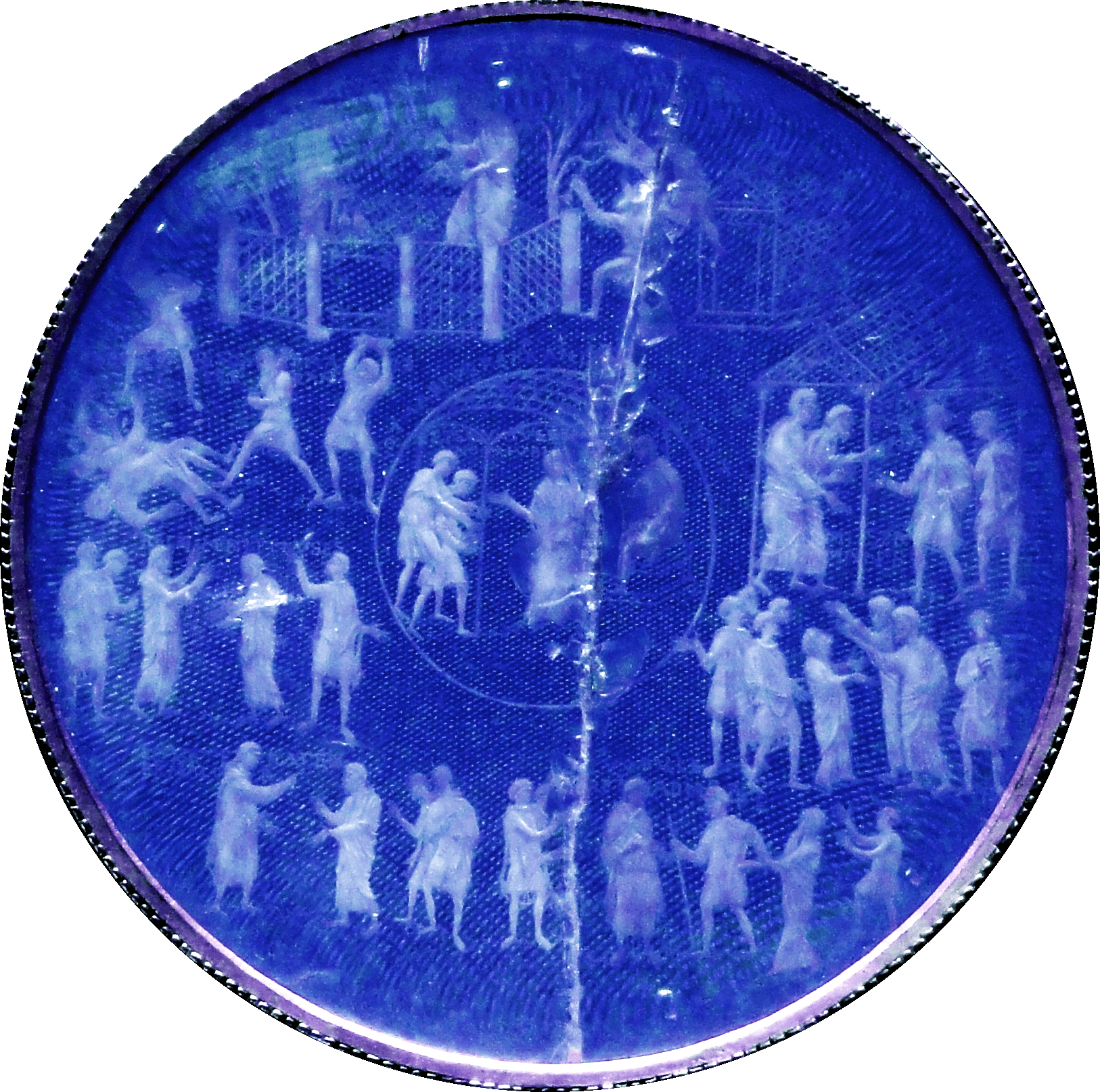
Hình ảnh được tăng độ nét của hình khắc trên mặt pha lê Lothair.

Mặt pha lê Lothair là một trong số ít ỏi những viên đá quý được chạm khắc kiểu Carolus được tạo ra cho các thành viên của triều đình, mặc dù hình dạng của nó không giống bất kỳ vật phẩm nào khác. Một viên đá quý có chân dung của Lothair II, có lẽ là ấn triện cá nhân của ông, đã được đặt vào Lễ rước Thánh giá Lothair ở Nhà thờ Aachen một trăm năm sau khi ông qua đời. Một số cách giải thích đã được đưa ra về chức năng của viên pha lê cũng như ý nghĩa và tầm quan trọng của nó đối với triều đình nhà Lothair; ý nghĩa của nó không rõ ràng và nó là chủ đề gây tranh cãi liên tục giữa các học giả.
Chủ đề của viên pha lê gợi ý rằng nó được dùng để trưng bày tại triều đình như một biểu tượng cho vai trò của nhà vua trong việc thực thi công lý. Thiết kế của nó có thể ám chỉ đến tấm giáp ngực của công lý mà Kohen Gadol (Thầy Thượng Tế) của người Do Thái đeo. Theo cách giải thích này, mặt pha lê có thể là một nỗ lực thể hiện một cách trực quan trách nhiệm của người cai trị trong việc cung cấp công lý, sử dụng câu chuyện song song trong Kinh thánh để khuyến khích nhà cai trị đề cao lý tưởng trị vì khôn ngoan được ví dụ bằng các vị vua công chính trong kinh Cựu Ước. Ngoài ra, chủ đề của viên pha lê tượng trưng cho mối quan hệ lý tưởng hóa giữa Giáo hội Công giáo La Mã và nhà nước, với Susanna đại diện cho Giáo hội Công giáo La Mã được bảo vệ khỏi kẻ thù bởi những quyết định chính đáng của người cai trị.
Valerie Flint đã lập luận rằng mặt pha lê có liên quan đến cuộc ly hôn gay gắt của Lothair và người vợ Theutberga, người mà ông  cáo buộc phạm tội loạn luân và phá thai. Câu chuyện Susanna mô tả sự minh oan của một người vợ bị buộc tội sai về tội tình dục và loại tinh thể đá làm ra nó đã được người Frank sử dụng như một tấm bùa hộ mệnh. Flint gợi ý rằng viên pha lê được tạo ra vào năm 865, khi Lothar tạm thời hòa giải với vợ mình, vừa nhằm mục đích khiển trách nhà vua về hành vi của ông vừa như một tấm bùa bảo vệ vua và nữ vương khỏi cái xấu ác.

## Bài liên quan
- Thánh giá Lothair
- Pha lê Saint-Denis